# 아랍어 위키백과
아랍어 위키백과는 아랍어로 된 위키백과이다. 2003년 7월 9일에 시작하여 2015년 5월 25일 기준 371,478개의 문서가 있다. 기호는 ar이다.
아랍어 위키백과의 인터페이스는 서구권 및 한국어, 일본어 등과는 반대로 배치되어 있어서 마치 거울에 비춘 모습처럼 보인다. 이는 아랍어는 오른쪽에서 왼쪽으로 글을 써 나가는 방식이기 때문이다. 아랍어판의 배경 화면은 타 언어 백과들과는 달리 아랍어 서적에 자주 쓰여 온 전통적인 테셀레이션 문양을 사용하고 있다.

## 차단
시리아 정부는 2008년 4월 30일부터 2009년 2월 13일까지 특별한 공식적 발표 없이 아랍어 위키백과 접속을 차단했던 적이 있다. 그러나 아랍어를 제외한 다른 언어 위키백과는 접속을 허용하고 있다.
사우디아라비아에서는 극소수의 아랍어 위키백과 문서(주로 성적인 내용을 담고 있는 문서)에 한하여 차단을 시행하고 있다.

## 같이 보기
- 이집트 아랍어 위키백과

## 참고 문헌
1. ↑  Security Watch / Current Affairs / ISN
2. ↑  “Arabic Wikipedia Disappears From The Internet in Syria”. 2019년 6월 21일에 원본 문서에서 보존된 문서. 2019년 8월 11일에 확인함.